# Park Tower

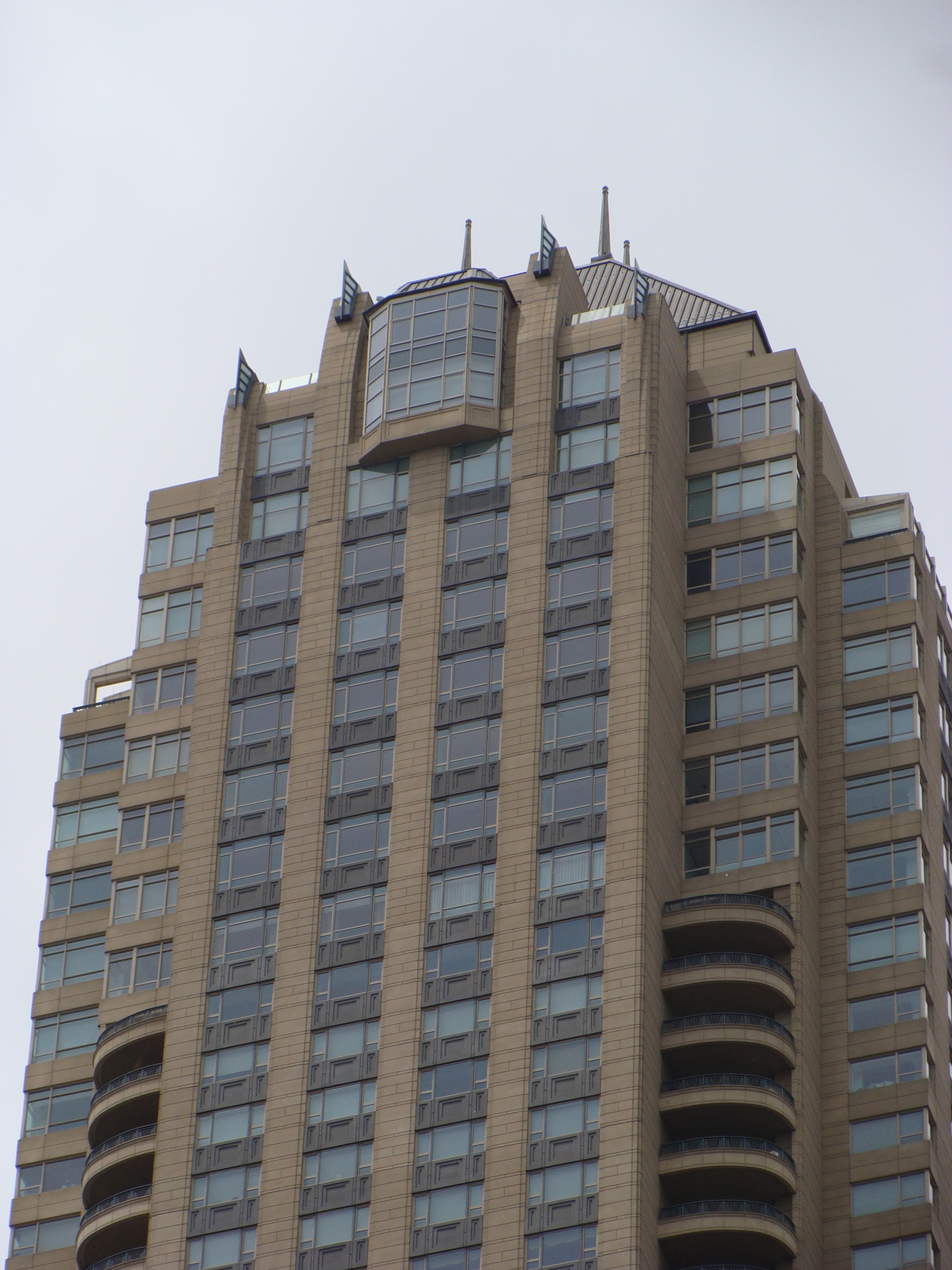
Tejado de Park Tower con detalles de la arquitectura clásica de rascacielos (véase art déco)

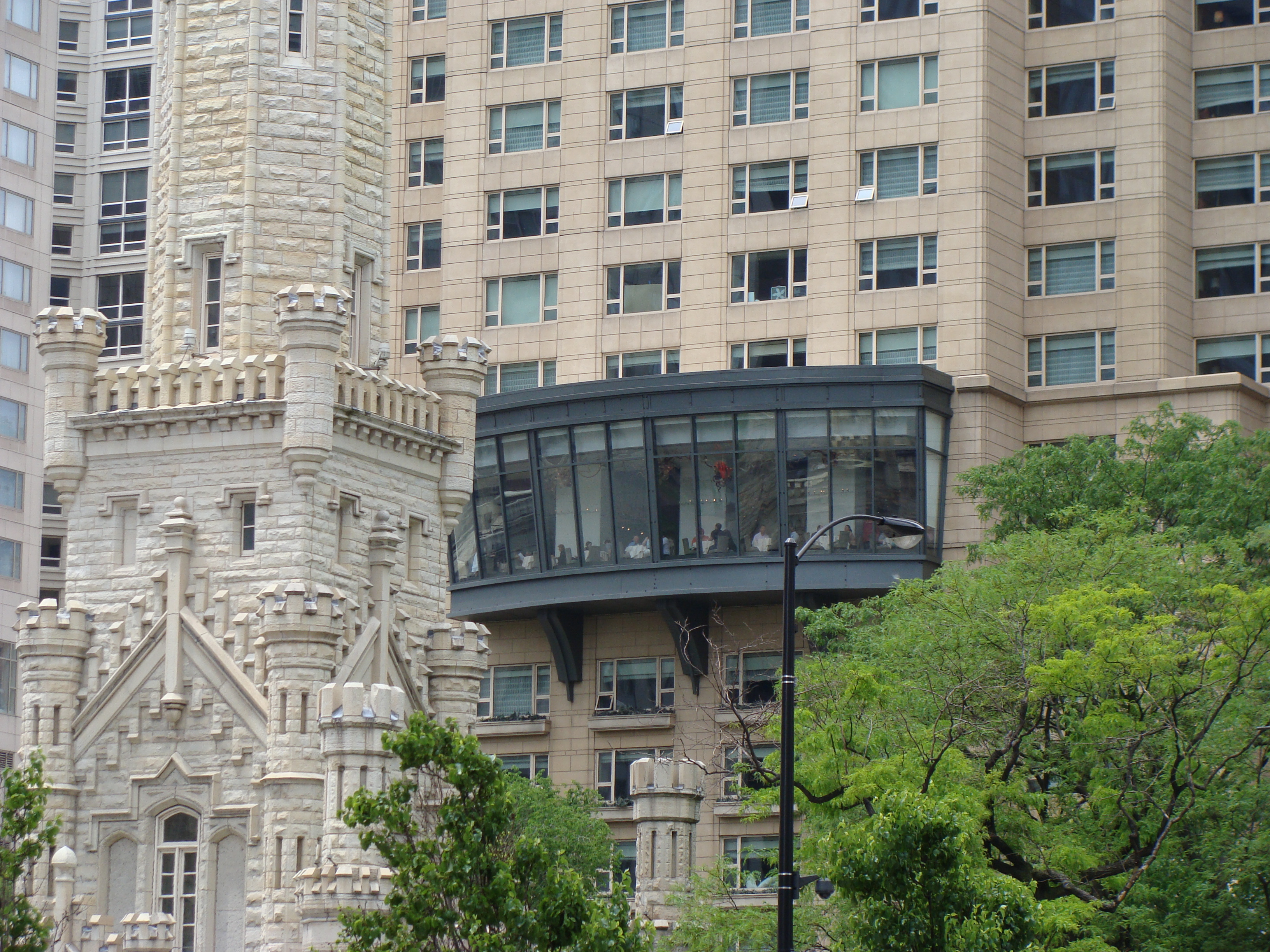
Detalle de Park Tower – el restaurante (NoMi), con Chicago Water Tower en la izquierda

Park Tower, situado en 800 North Michigan Avenue en Chicago, es un  rascacielos completado en 2000. Con 257 metros de altura y 70 plantas (67 plantas utilizables), es el 12.º edificio más alto de Chicago y el  44.º edificio más alto de Estados Unidos por altura oficial. Es uno de los edificios más altos del mundo revestidos con prefabricados arquitectónicos de hormigón (el Transamerica Pyramid en San Francisco es más alto). Es uno de los edificios sin estructura de acero más altos del mundo (es de estructura de molde de hormigón). El edificio pretendía originalmente tener una altura de 198 metros, pero más tarde las alturas de los pisos fueron incrementadas permitiéndole alcanzar la altura actual.
El edificio ocupa una superficie de 2 601 m². Por la pequeña superficie y el hecho de que es un edificio sin estructura de acero, este es el primer edificio de Estados Unidos diseñado con un amortiguador de masa desde el comienzo. Mientras que otros rascacielos en el país tienen sistemas anti-balanceo, éstos fueron añadidos posteriormente. Un amortiguador de masa contrarresta los efectos del viento en la estructura. El amortiguador de 300 toneladas es un péndulo de metal colgado de cuatro cables dentro de una jaula cuadrada. Por su gran peso, la inercia que genera el amortiguador ayuda a estabilizar el edificio.
Diseñada por la firma arquitectónica de Chicago Lucien Lagrange Architects, Park Tower es un edificio de uso mixto. Como el nombre sugiere, la porción inferior del rascacielos alberga un Hotel Park Hyatt mientras que la parte superior contiene condominios de lujo.
El edificio contiene 17 930 m² destinados a hotel (202 habitaciones), 44 129 m² de espacio residencial, 1858 m² de comercios y 8 547 m² de aparcamiento. Las plantas 9, 19 y la corona son áreas mecánicas.
Con su localización en la prestigiosa Magnificent Mile, Park Tower también alberga el aclamado restaurante NoMi.